# بي أ. بي موران
بي أ. بي موران (بالإنجليزية: Pat Moran)‏ هو إحصائي ورياضياتي وكاتب سيناريو أسترالي، ولد في 14 يوليو 1917 في سيدني في أستراليا، وتوفي في 19 سبتمبر 1988 في كانبرا في أستراليا.